# Ливингстон, Майкл
Майкл Кент «Майк» Ливингстон (англ. Michael Kent "Mike" Livingston; род. 21 сентября 1948, Денвер) — американский гребец, выступавший за сборную США по академической гребле в конце 1960-х — начале 1970-х годов. Серебряный призёр летних Олимпийских игр в Мюнхене, победитель и призёр регат национального значения. Также известен как тренер по гребле.

## Биография
Майкл Ливингстон родился 21 сентября 1948 года в Денвере, США.
Занимался академической греблей во время учёбы в Гарвардском университете, состоял в местной гребной команде «Гарвард Кримсон», неоднократно принимал участие в различных студенческих регатах, в частности выигрывал традиционную регату Eastern Sprints. Позже проходил подготовку в клубе Brothers Rowing Club.
В 1968 году вошёл в состав американской национальной сборной и в качестве запасного гребца присутствовал на летних Олимпийских играх 1968 года в Мехико, тем не менее, выйти здесь на старт ему так и не довелось.
Находясь в числе лидеров гребной команды США, благополучно прошёл отбор на Олимпийские игры 1972 года в Мюнхене — на сей раз в составе экипажа-восьмёрки в главном финале пришёл к финишу вторым, пропустив вперёд только команду из Новой Зеландии, и тем самым завоевал серебряную олимпийскую медаль. Вскоре по окончании этих соревнований принял решение завершить спортивную карьеру.
Имея учёную степень в области юриспруденции, Майкл Ливингстон в течение нескольких лет работал в Американском союзе защиты гражданских свобод. Около двух лет провёл в Гватемале, но затем вернулся на родину и в 1981 году в качестве главного тренера возглавил гребную команду Калифорнийского университета в Беркли.
Его старший брат Клив Ливингстон тоже добился определённых успехов в академической гребле, так же является серебряным призёром Олимпийских игр.